# Vereniging de Militaire Willems-Orde
De Vereeniging de Militaire Willems-Orde werd op 2 augustus 1885 in Amsterdam door twee ridders in de Militaire Willems-Orde, de heren W.A. Schenk en H. Boersma opgericht. De oprichting gebeurde volgens de voorgeschreven notariële akte. De statuten werden op 30 september 1885 bij Koninklijk Besluit goedgekeurd. Uit deze formaliteit mag men geen koninklijke betrokkenheid of goedkeuring aflezen.
De heer Schenk was de oprichtingsvoorzitter of "president" en Boersma werd secretaris.
In de statuten werd als doel "onderlinge steunverlening aan weduwen en wezen van de leden " genoemd.
De Wet op de Militaire Willems-Orde voorzag in soldij", een toelage of pensioen, voor de ridders en deze was voor de onderofficieren en soldaten, "Ridders beneden de rang van Officier" ontvingen een extra toelage maar deze ging niet over op hun weduwe en wezen.
Achtergrond voor de oprichting was ook het gebrek aan aandacht voor de Ridders in de Militaire Willems-Orde. Het in de wet van 30 april 1815 genoemde kapittel werd pas op 29 april 1946 benoemd en de orde bezat sinds 3 juni 1844 geen eigen kanselier. Van de in het reglement genoemde ridderdagen kwam niets en het in de wet en het reglement vermelde ceremonieel en eerbetoon werden verwaarloosd.
De vereniging kwam niet tot bloei. Het Ministerie van Oorlog weigerde medewerking aan een plechtigheid waarbij het vaandel van de vereniging werd overgedragen omdat dat "op eigen kosten was aangeschaft en daaraan geen militaire herinneringen waren verbonden". Twee buitengewone ereleden, de Vorst van Wied en de Groothertog van Saksen-Weimar-Eisenach waren al bereid gebleken de vereniging te steunen maar toen Schenk en Boersma de Duitse Keizer Wilhelm I van Duitsland, Grootkruis in de Militaire Willems-Orde, ook erelid wilden maken en daarover de Nederlandse regering polsten werden zij namens de regering door de Amsterdamse burgemeester van Tienhoven zozeer ontmoedigd dat het bestuur verder geen activiteiten meer ontplooide.
In 1890 werd een nieuwe poging ondernomen om een vereniging van ridders op te richten, de Vereeniging onder de zinspreuk Moed, Beleid en Trouw.